# Marissa Gould
Marissa Gould (wcześniej Irvin) (ur. 23 czerwca 1980 w Santa Monica) – amerykańska tenisistka.

## Kariera tenisowa
Amerykanka zawodową tenisistką była w latach 2000–2005. Grała prawą ręką z oburęcznym bekhendem. Nie wygrała żadnego turnieju z cyklu rozgrywek WTA. Jest triumfatorką ośmiu turniejów singlowych i dwóch turniejów deblowych ITF. W rankingu WTA zajmowała najwyższe, 51 miejsce, 12 sierpnia 2002.
Dwukrotnie w karierze osiągała deblowe półfinały. W 2002 roku w Memphis była w półfinale z Alexandrą Stevenson, a rok wcześniej w Birmingham z Dominikovic.

### Wygrane turnieje singlowe
|    | Data       | Turniej         | Kat. | ($)    | Naw.   | Finalistka            | Wynik         |
| 1. | 06/02/2000 | Clearwater      | ITF  | 25 000 | twarda | Annabel Ellwood       | 6:4, 6:3      |
| 2. | 02/04/2000 | Norcross        | ITF  | 25 000 | twarda | Pavlina Nola          | 6:2, 6:3      |
| 3. | 08/07/2001 | Los Gatos       | ITF  | 50 000 | twarda | Ansley Cargill        | 6:3, 4:6, 7:5 |
| 4. | 07/10/2001 | Fresno          | ITF  | 50 000 | twarda | Alina Żydkowa         | 6:2, 6:1      |
| 5. | 17/11/2002 | Eugene          | ITF  | 50 000 | twarda | Jewgienija Kulikowska | 7:5, 6:0      |
| 6. | 09/05/2004 | Raleigh         | ITF  | 50 000 | ziemna | Mashona Washington    | 6:3, 6:3      |
| 7. | 16/05/2004 | Charlottesville | ITF  | 50 000 | ziemna | Jamea Jackson         | 6:3, 7:6      |
| 8. | 26/09/2004 | Albuquerque     | ITF  | 75 000 | twarda | Stéphanie Dubois      | 6:1, 4:6, 6:4 |

### Finały juniorskich turniejów wielkoszlemowych

#### Gra podwójna (1)
| Końcowy wynik | Rok  | Turniej | Nawierzchnia | Partnerka           | Przeciwniczki              | Wynik finału |
| Zwyciężczyni  | 1997 | US Open | Twarda       | Alexandra Stevenson | Cara Black Irina Sielutina | 6:2, 7:6     |